# 佩妮拉·维贝里
佩妮拉·维贝里（瑞典語：Pernilla Wiberg，1970年10月15日—），瑞典女子高山滑雪运动员。她曾代表瑞典参加1992年、1994年、1998年和2002年冬季奥林匹克运动会高山滑雪比赛，共获得二枚金牌和一枚银牌。